# Elgin (Kansas)
Elgin – miasto położone w hrabstwie Chautauqua.